# Torre de Enmedio
Torre de Enmedio – trzeci co do wysokości szczyt masywu Cornión w Górach Kantabryjskich na północy Hiszpanii.